# Campionat britànic de motocròs 1971
La temporada de 1971 del Campionat britànic de motocròs fou la 20a edició d'aquest campionat, organitzat per l'ACU.

## Classificació final

### 500cc
| Posició | Pilot         | Motocicleta     | Punts |
| ------- | ------------- | --------------- | ----- |
| 1       | John Banks    | BSA i Husqvarna | 52    |
| 2       | Bryan Wade    | Husqvarna       | 38    |
| 3       | Andy Roberton | BSA i Husqvarna | 33    |
| 4       | Malcolm Davis | Bultaco         | 20    |
| 5       | Dave Nicoll   | BSA             | 18    |
| 6       | Vic Eastwood  | AJS             | 17    |
| 7       | Keith Hickman | BSA             | 12    |
| 8       | Jim Aird      | Husqvarna       | 8     |
| 9       | Alan Clarke   | Husqvarna       | 7     |
| 10      | Rob Taylor    | Husqvarna       | 7     |

### 250cc
| Posició | Pilot           | Motocicleta | Punts |
| ------- | --------------- | ----------- | ----- |
| 1       | Bryan Wade      | Husqvarna   | 66    |
| 2       | Malcolm Davis   | Bultaco     | 48    |
| 3       | Vic Allan       | Bultaco     | ?     |
| 4       | Dick Clayton    | Greeves     | 28    |
| 5       | Alan Clarke     | Husqvarna   | 13    |
| 6       | Rob Wilkinson   | Husqvarna   | 7     |
| 7       | Rob Taylor      | Maico       | 7     |
| 8       | Alan Clough     | Husqvarna   | 5     |
| 9       | Arthur Browning | Greeves     | 5     |
| 10      | Terry Challinor | Husqvarna   | 5     |

1. ↑  Segons una altra font, el tercer classificat en 250cc el 1970 va ser el gal·lès Andy Roberton (Husqvarna), amb 36 punts.[1]